# Eduard Schulte
Pour les articles homonymes, voir Schulte.
Eduard Schulte, né le 4 janvier 1891 à Düsseldorf et mort le 6 janvier 1966 à Zurich, est un industriel allemand important qui est l'un des premiers à alerter les Alliés sur l'extermination systématique des Juifs dans l'Allemagne nazie et dans l'Europe occupée. Il est reconnu Juste parmi les nations par le Yad Vashem.

## Biographie
Dès 1916, durant la Première Guerre mondiale, Schulte dirigeait le département pour la production de saponification sous la tutelle du ministère de la Guerre. Sa carrière de  dirigeant se poursuivant, des années 1920 aux années 1940, il fut amené à avoir de fréquents contacts avec le haut gouvernement allemand et les responsables militaires, aussi bien qu'avec d'autres industriels qui avaient accès à des informations sensibles.

## Compagnie Giesche’s Erben
La Bergwerksgesellschaft Georg von Giesche's Erben était une compagnie allemande et successeur des propriétés industrielles de la famille aristocratique allemande Giesche.
En 1922, à la suite de la renaissance de la république de Pologne, la majeure partie des propriétés de la Giesche’s Erben localisées en Silésie furent attribuées à la Pologne. La nouvelle compagnie, Giesche Corporation, fut créée pour acquérir ces propriétés. Il s'agissait d'une firme polonaise, enregistrée à Katowice, bien que son capital fût entièrement allemand (la Bergwerksgesellschaft Georg von Giesche's Erben en était le propriétaire à 100 %).
Rapidement les propriétaires allemands furent dans l'impossibilité de gérer la société polonaise avec succès et durent la vendre. En 1926, la majorité des actions (51 %) fut vendue à des investisseurs américains, Anaconda Copper Mining Co. et William Averell Harriman.
La même année, Eduard Schulte devint le directeur général de l'Erben Giesche, remplaçant Carl Besser à cette fonction.
Le nouveau directeur, âgé de seulement 35 ans, eut un plan ambitieux visant à regagner la propriété des biens polonais. Il n'avait jamais admis la perte de ce que les Allemands désignaient sous le nom des « états de l'Est ». Cependant, cela restait impossible tant que la région de la Silésie appartenait à la Pologne.
En septembre 1939, lorsque l'armée nazie envahit la Pologne, tous les administrateurs américains de la Giesche Corporation furent expulsés et le contrôle de l'entreprise fut remis entre les mains du commissaire militaire allemand, Albrecht Jung. Cependant, en pratique, toutes les décisions étaient prises par Eduard Schulte, qui devint le véritable maître de l'immense complexe Giesche.
Pendant l'occupation de la Pologne Schulte et Jung ont non seulement géré les installations industrielles saisies par la force à leurs propriétaires légitimes, mais aussi à de nombreuses reprises, tenté de transférer les droits de propriété du capital Giesche à l'Allemagne. Ces tentatives consistaient en des modifications illégales faites dans les registres de l'immobilier et du transfert de biens vers des entreprises allemandes nouvellement créées.
De plus, Schulte et Jung ont tenté de convaincre les propriétaires américains de vendre leurs actions de la Giesche Corporation, ce qui a finalement eu lieu mais sans succès, la transaction ayant été bloquée par le département américain du Trésor. En outre, comme la Giesche Corp. était contrôlée par la holding américaine SACO (qui en détenait 51 % des parts et 49 % par les Allemands), en novembre 1942 le American Alien Property Custodian, agissant en vertu de la loi sur la négociation avec l'ennemi, acquit les actions allemandes de SACO.
Finalement, les rêves de Schulte visant à reprendre légalement les « États de l'Est » se sont effondrés en 1945 lorsque les commissaires allemands s'enfuirent à l'Ouest avant l'arrivée de l'Armée rouge.

## La solution finale
Ses relations d'affaires donnent à Schulte l'occasion de voyager principalement entre Breslau en Silésie et Zurich en Suisse, où il a des contacts avec Allen Dulles, avec le consul allemand dissident Hans Bernd Gisevius, et avec les Renseignements puis la Résistance polonaise et française.
En 1942, Eduard Schulte arrive à soutirer des informations capitales à son adjoint, l'ingénieur Otto Fitzner (membre du parti nazi), et apprend ainsi le concept et la mise en œuvre de la Solution finale.
Le 30 juillet 1942, Eduard Schlulte transmet à son associé en affaires, à Zurich, Isidor Koppelmann, toutes les informations récoltées sur la volonté du régime nazi d'exterminer tous les juifs d'Europe, et aussi sa volonté de le faire savoir aux organisations juives de premier plan aux États-Unis, et aux gouvernements alliés, afin qu'ils fassent cesser le massacre. Isidor Koppelmann contacte aussitôt Benjamin Sagalowitz, juriste et journaliste au sein d'un organe de presse des communautés juives suisses basé à Zurich. Au cours des jours suivants, ce dernier en informe Gerhart Riegner, le représentant suisse du congrès juif mondial, basé à Genève, qui envoie le 8 août 1942 le fameux télégramme Riegner.
Le 8 août 1942, Riegner présente son rapport aux légations britanniques et américaines à Genève, et demande que l'information soit transmise par la voie diplomatique aux gouvernements respectifs, ainsi qu'au rabbin Stephen Wise, président du congrès juif mondial, basé à New York. Le même jour, le télégramme Riegner le notifie aux Alliés, mais ils ignorèrent cette information, qui estimait entre 3,5 et 4 millions le nombre des Juifs qui seraient victimes du plan d'extermination nazi, et l'utilisation du cyanure d'hydrogène. Le 24 novembre 1942 Stephen Wise fait une grande conférence de presse devant un parterre de journalistes qu'il a convoqués mais The New York Times résume l'information en une simple dépêche en page 10.
En octobre 1942, sous la pression du chef de la légation des États-Unis, en Suisse, Leland B. Harrison (en), Gerhardt Riegner donne, à contrecœur, le nom d'Eduard Schulte, pour donner une crédibilité supplémentaire aux informations transmises.
En 1943, la Gestapo identifie ses activités, et Schulte doit définitivement émigrer vers la Suisse avec sa femme, alors que ses enfants se battent dans la Wehrmacht.
Après la guerre, Schulte reste silencieux. Gerhart Riegner, le représentant suisse du Congrès juif mondial, refuse systématiquement d'indiquer celui qui lui avait communiqué les informations. Riegner s'en explique en disant « c'est la seule demande qu'il m'ait jamais faite ». Le 5 septembre 1988, Yad Vashem a reconnu Eduard Schulte en tant que Juste parmi les nations.